# Prostituição na Indonésia
A prostituição na Indonésia é legalmente considerada um "crime contra a decência/moralidade", embora seja amplamente praticada, tolerada e até mesmo regulamentada em algumas áreas. Algumas mulheres são financeiramente motivadas a se prostituir, enquanto outras podem ser forçadas por amigos, parentes ou estranhos. Tradicionalmente, elas se encontraram com clientes em locais de entretenimento ou complexos especiais de prostituição, ou lokalisasi. No entanto, recentemente, os fóruns da Internet e o Facebook foram usados para facilitar as relações entre prostituição e clientes. Nos últimos anos, turismo sexual infantil tornou-se um problema nas ilhas resort de Batam e Bali. O turismo sexual feminino também surgiu no final do século XX em Bali. Jovens trabalhadoras do sexo balinesas se encontram com mulheres japonesas, européias e australianas que, por todos os relatos, parecem perfeitamente felizes com o que fazem. UNAIDS estima que existam 226.791 prostitutas no país.

## Causas
Na Indonésia, uma das principais razões para uma prostituta entrar no negócio é a atratividade de ganhar dinheiro rapidamente. O Jakarta Post informou que prostitutas de alto nível de Jacarta poderiam ganhar Rp 15 milhões — Rp 30 milhões (US$ 1.755 a 3.510) mensais, capazes de cobrar mais de Rp 3 milhões (US$ 350) por sessão por seus serviços. Aqueles que entram na prostituição por dinheiro vêm de famílias de classe média e pobres.
Outra causa importante é a prostituição forçada. As mulheres jovens são oferecidas a oportunidades de emprego nas grandes cidades, depois estupradas e forçadas a se prostituírem pagando dinheiro aos seus cafetões. Elas também podem ser vendidas por seus pais. A Organização Internacional do Trabalho (OIT) relata que cerca de 70% das prostitutas infantis indonésias são trazidas para o comércio por seus familiares ou amigos.

## História
Um dos primeiros relatos de prostituição na antiga Indonésia é de uma fonte chinesa. Os registros históricos da dinastia Tang Ch'iu-T'ang shu e Hsin T'ang shu, que se originaram por volta de 640, relataram que na região de Ho-ling em Java, havia várias "mulheres venenosas". Aqueles que fizeram sexo com essas meretrizes sofreriam feridas e morreriam depois. Este foi o registro mais antigo da prostituição e sua conexão com doenças sexualmente transmissíveis na antiga Java.
Pouco se sabe sobre a prostituição pré-colonial da Indonésia, embora se acredite que eram compradas escravas sexuais e relações sexuais "quase contratuais". Após a disseminação do Islã na Indonésia, acredita-se que a prostituição tenha aumentado devido à desaprovação do Islã dos casamentos contratuais.